# Polymera stenoptera
Polymera stenoptera är en tvåvingeart som beskrevs av Alexander 1949. Polymera stenoptera ingår i släktet Polymera och familjen småharkrankar.
Artens utbredningsområde är Peru. Inga underarter finns listade i Catalogue of Life.